# Kautokeino kommun
Kautokeino kommun (norska: Kautokeino (fil) kommune, nordsamiska: Guovdageainnu suohkan, kvänska: Koutokeinon kommuuni) är en kommun i Finnmark fylke i norra Norge.
Kautokeino kommun är till ytan den största i Norge och har 2 839 invånare (2024). Av befolkningen i kommunen talar 80–90 % nordsamiska. Kommunen har både samiska och norska som administrationsspråk, och den ingår i förvaltningsområdet för samiska språk. 
Kommunens centralort är tätorten Kautokeino (nordsamiska: Guovdageaidnu, kvänska: Koutokeino). Andra orter i kommunen är Máze (Masi), Stornes och Sjuosjavri. Europaväg 45 går genom kommunen.
Kautokeino kommun gränsar i norr mot kommunerna Kvænangen och Alta, i öster mot Karasjoks kommun och i väster mot Nordreisa kommun. I söder gränsar kommunen mot Enontekis kommun i Finland. 

## Historik
Kautokeinoområdets nationella tillhörighet var omstridd från 1500-talet. Kung Karl IX av Sverige beordrade under sin regeringstid att svenska kyrkor skulle anläggas längs älvarna i området, något som dock inte realiserades då. År 1673 inrättades emellertid ett svenskt pastorat i Kautokeino, lydande under Härnösands stift, men byggandet av en församlingskyrka kom till stånd först 1701, året för tätortens grundande, under församlingens tredje kyrkoherde Anders Nicolai Tornensis.
Områdets svenska överhöghet upphörde 1751 genom att gränsreglering överenskoms med Danmark-Norge genom Strömstadstraktaten. Detta ledde till protester från borgare i Torneå, vilka därmed förlorade sina handelsrättigheter i området.
År 1851 grundas Kautokeino kommun ur delar av Kistrands kommun, som 1866 bytte namn till Porsangers kommun.
År 1852 ägde Kautokeinooroligheterna rum, då byns handelsman och länsman dödades vid ett upplopp, och ett antal personer misshandlades, av andligt väckta samer.
Den danske fotografen Sophus Tromholt publicerade bilder av landskap och samiskt folkliv i Kautokeino i Billeder fra lappernes land år 1885.
Från september 1987 har kommunen ett officiellt samiskt namn, Guovdageaidnu.
Kautokeino kommun är ett centrum för samisk kultur och utbildning. Där finns Samiska högskolan med forskning i högskolans forskningsinstitut Samisk forskningsinstitutt. Högskolan är lokaliserad till den år 2009 invigda samiska vetenskapsbyggnaden Diehtosiida, där också Samisk arkiv och resurscentret för ursprungsbefolkning Gáldu är inrymda.
Beaivváš Sámi Našunálateáhter är också lokaliserad i Kautokeino.
Buletjavris lägerområde, 2,5 kilometer från tätorten Kautokeinos centrum. utgör den norra slutstationen för vandringsleden Nordkalottleden.

### Befolkningsutveckling
| Befolkningsutvecklingen i Kautokeino kommun 1955–2020 | Befolkningsutvecklingen i Kautokeino kommun 1955–2020 | Befolkningsutvecklingen i Kautokeino kommun 1955–2020 | Befolkningsutvecklingen i Kautokeino kommun 1955–2020 | Befolkningsutvecklingen i Kautokeino kommun 1955–2020 |
| ----------------------------------------------------- | ----------------------------------------------------- | ----------------------------------------------------- | ----------------------------------------------------- | ----------------------------------------------------- |
|                                                       |                                                       |                                                       |                                                       |                                                       |
| År                                                    |                                                       |                                                       | Folkmängd                                             |                                                       |
| 1955                                                  | 1955                                                  |                                                       | 1 670                                                 |                                                       |
| 1960                                                  | 1960                                                  |                                                       | 1 863                                                 |                                                       |
| 1965                                                  | 1965                                                  |                                                       | 2 155                                                 |                                                       |
| 1970                                                  | 1970                                                  |                                                       | 2 507                                                 |                                                       |
| 1975                                                  | 1975                                                  |                                                       | 2 791                                                 |                                                       |
| 1980                                                  | 1980                                                  |                                                       | 2 855                                                 |                                                       |
| 1985                                                  | 1985                                                  |                                                       | 2 925                                                 |                                                       |
| 1990                                                  | 1990                                                  |                                                       | 2 953                                                 |                                                       |
| 1995                                                  | 1995                                                  |                                                       | 3 141                                                 |                                                       |
| 2000                                                  | 2000                                                  |                                                       | 3 068                                                 |                                                       |
| 2005                                                  | 2005                                                  |                                                       | 2 997                                                 |                                                       |
| 2010                                                  | 2010                                                  |                                                       | 2 949                                                 |                                                       |
| 2015                                                  | 2015                                                  |                                                       | 2 914                                                 |                                                       |
| 2020                                                  | 2020                                                  |                                                       | 2 910                                                 |                                                       |
| Anm: Uppgifterna avser förhållandena den 1 januari.   |                                                       |                                                       |                                                       |                                                       |

## Kautokeino år 1821
| ”                                 | Byn är nästan övergiven på sommaren. Renarna och boskapen äro på bete och endast få människor synas till, de flesta invånare har dragit till bergen eller befinner sig på fiske i vid kusten. I byn finnes tio eller tolv gårdar. Boningshusen voro uppförda av stockar och de för boskapen avsedda byggnaderna av torv eller sten. Kreatursuppsättningen på platsen utgjordes av ungefär femtio kor, hundrafemtio får, fyra eller fem oxar och omkring tvåhundrafemtio renar, av vilka omkring hälften var inkörd. Några hästar funnos icke. ... Men huru fattigt och uselt är icke det hus, som utgör boning för Församlingens Pastor! Det var nu öde och tillslutet, liksom flera av de övriga husen. ...En så eländig Prästegård, som denna, belägen i Finnmarkens Lappmark, har jag aldrig förr sett. Men Prästen bodde också nu icke här: om våren flyttar han ned till Norska kusten, tillbringar där sommaren och återkommer hit om hösten. Besynnerligt nog, att han ändå kan uppehålla sig 6 à 8 månader i Kautokeino, och just på årets sorgligaste tid, de mörka nattlika dagarna. Men rörelse är likväl om vintern här något livligare: Finnarna (Nybyggarna eller Qvänerna) återkomma då med sin från havet hemförda fisk, öppna de nu tillstängda husen och utbreda genom sin verksamhet mera livlighet i trakten...Äntligen komma även lapparna med sina renar: de uppsätta sina kåtor runt omkring, på två, tre mils avstånd, samt förse byns invånare med hudar, kött, ost och allt det nyttiga, som renhjordarna giva. | „ |
| – Johan Wilhelm Zetterstedt, 1821 | |   |

## Tätorter
I Kautokeino kommun finns en tätort:
- Kautokeino (centralort)

## Socknar
Inom Norska kyrkan motsvaras Kautokeino kommun av Kautokeino socken i Indre Finnmarks prosteri i Nord-Hålogalands stift.

## Bilder

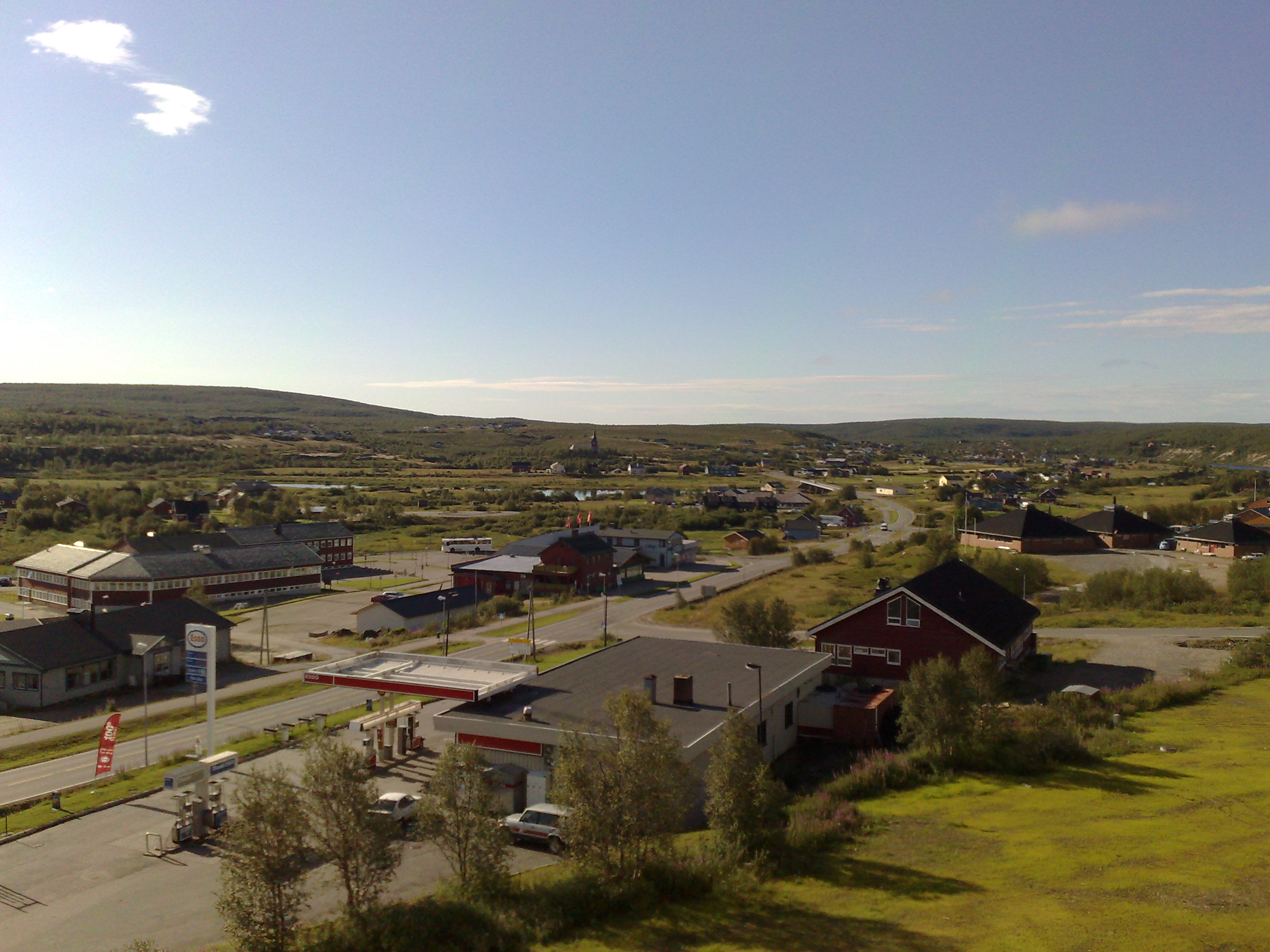
Kautokeino centrum sett norrifrån.
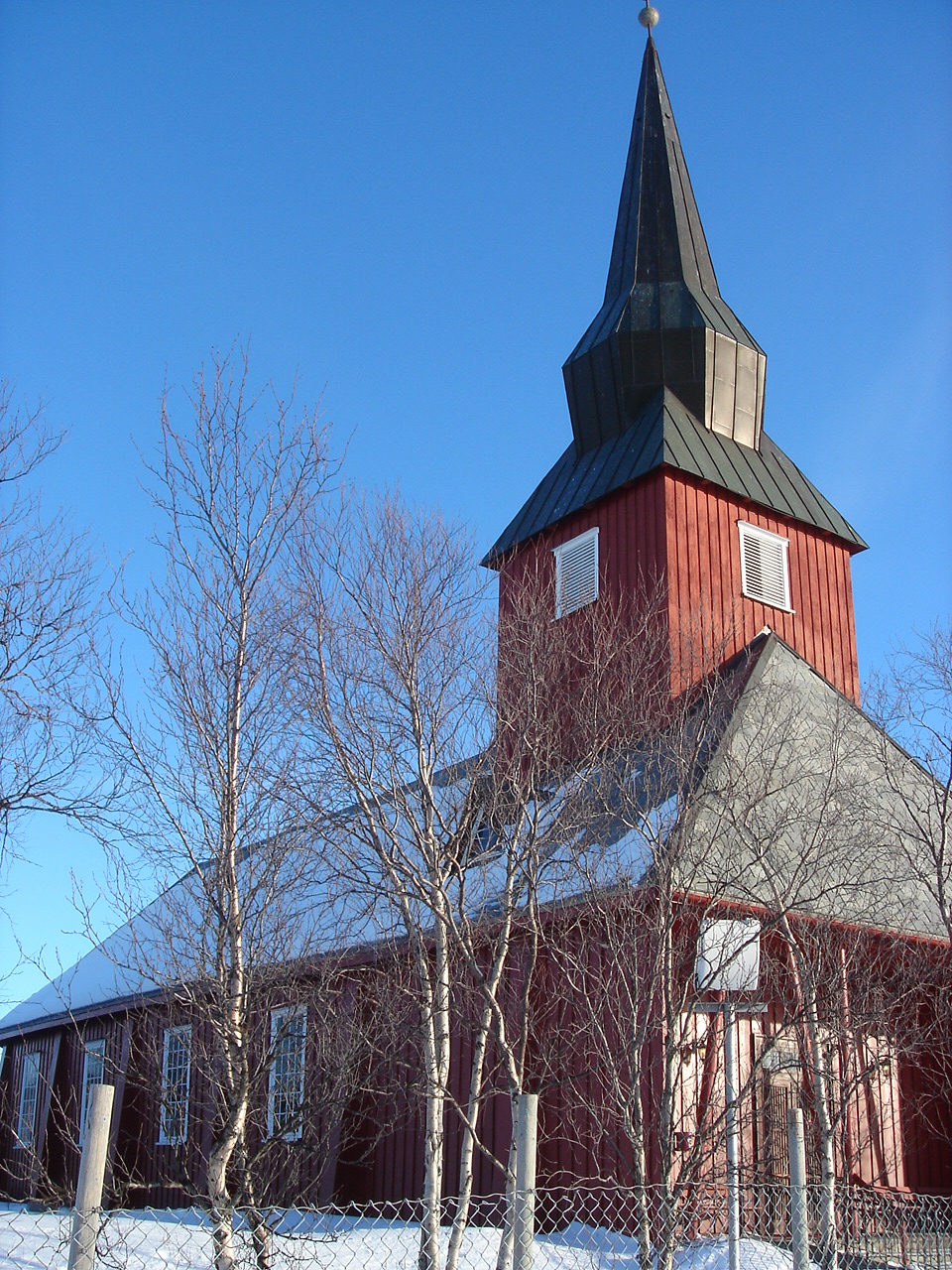
Kautokeino kyrka.
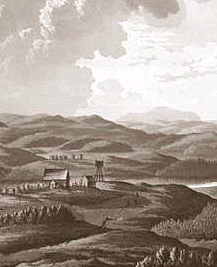
Kautokeino omkring år 1800.
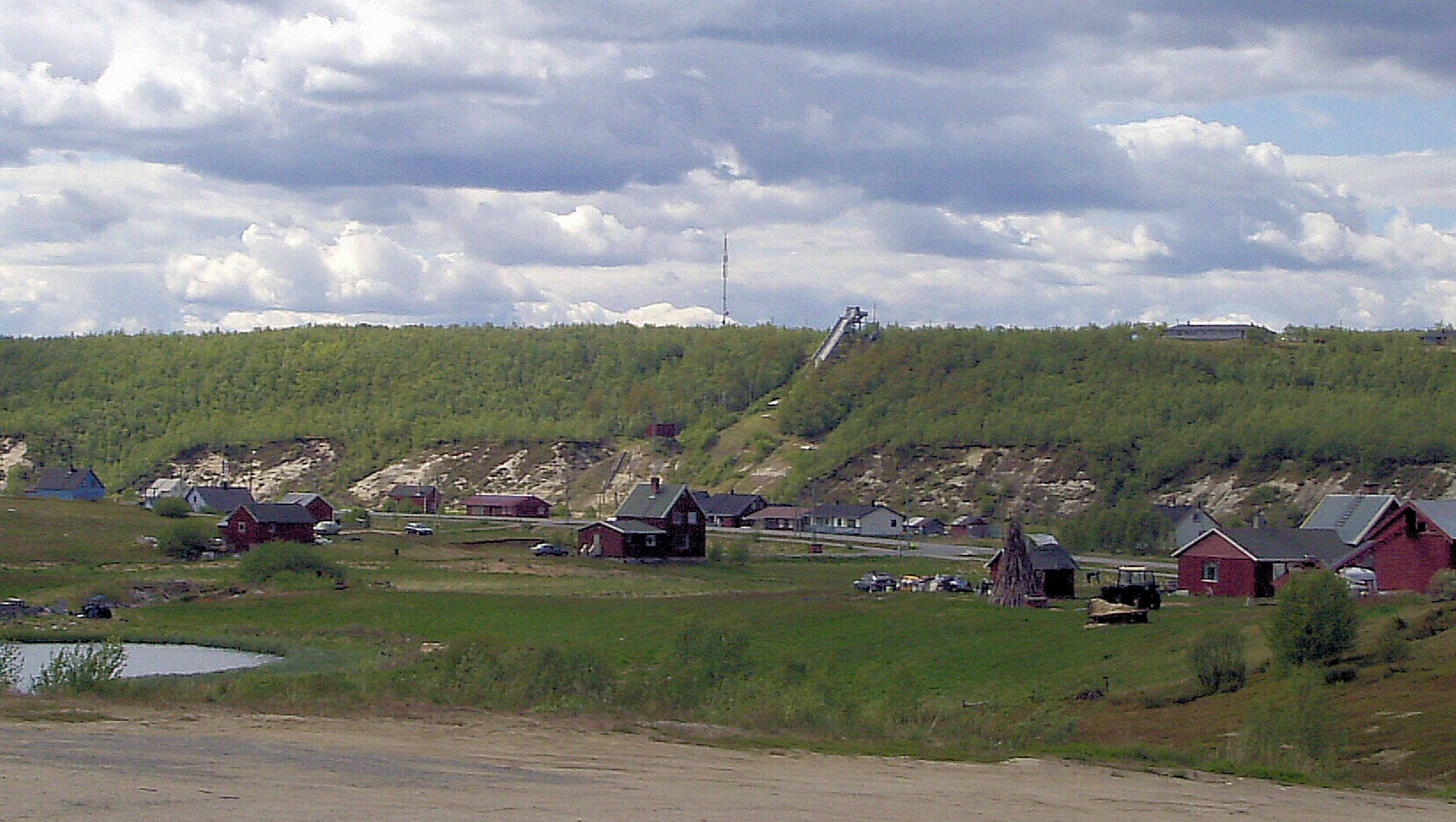
Kautokeino med hoppbacken Sandlia.
Karta över tvisteområde för 1751 års gränsregleringstraktat.
Befolkningsutveckling.